# فرودگاه آبگرم
فرودگاه آبگرم (به انگلیسی: Hot Springs Airport) یک فرودگاه همگانی بهره‌برداری هوایی است که یک باند فرود آسفالت دارد و طول باند آن ۱۰۸۲ متر است. این فرودگاه در کشور ایالات متحده آمریکا قرار دارد و در ارتفاع ۸۴۲ متری از سطح دریا واقع شده‌است.